# Юма (станция)
 Юма  — железнодорожная станция (населённый пункт) в Свечинском районе Кировской области.

## География
Расположена на расстоянии менее 7 км на восток от районного центра поселка Свеча.

## История
Известна с 1926 года разъезд №66, хозяйств 13 и жителей 35, в 1950 10 и 40, в 1989 году (уже станция Юма) 46 жителей. В 2006-2010 годах находилась в составе Юмского сельского поселения, в 2010-2019 Свечинского сельского поселения.

## Население
Постоянное население составляло 29 человек (русские 100%) в 2002 году, 11 в 2010.